# ΔT
ΔT（デルタティー）とは、地球時（TT）から世界時（UT）を引いた差である。
ΔT = TT − UT

1657年から2018年までのΔTの変動

2021年時点の ΔT は69.4秒ほどである。2010年では 66.1秒ほどであった。1900年には約-3秒程度、1950年には29秒程度であり、おおむね増加傾向にある。

## ΔTの計算
1日の長さ、すなわち地球の自転周期 T は、地球の自転速度 ν = 1/2π dθ/dt を用いて T = 1/ν と表わすことができる。したがって、周期の変化速度はこれを微分して dT/dt = −1/ν2 dν/dt と表わされる。ただし、通常は現在の周期からの比率になおした量 α = 1/T dT/dt = −1/ν dν/dt が用いられる。この量はある時間の経過後に周期が現在の値から何パーセントだけ変化するかを表わすので1/時間の次元を持ち、通常は「ミリ秒/日/世紀」（ms/day/cy）の単位が用いられる。

### 世界時
世界時は、地球の自転に基づく時間尺度である。地球の自転は短い期間（数日から1世紀）では不変と言えないため、これに基づく時間の精度は高々108分の1でしかない。しかし、より重要なのは長期的な影響である。潮汐加速は何世紀もかけてじわじわと地球の自転速度を減少させていく。その変化率は約 dT/dt = +2.3 ms/cy  あるいは α = +2.3 ms/day/cy である。1日の間では、これは ΔT/T = 7.3×10−13 という非常に小さな変化になる。しかし、地球の自転速度を変える他の力も存在する。その中で最も重要なものは、最終氷期の終わりに大陸の氷床が溶けた結果であると考えられている。これによりその重大な重量が取り除かれたことにより、極地においてその下の土地が上向きに反発し始めた。これは継続しており、アイソスタシー的な平衡に達するまで続く。これを「ポスト・グレイシャル・リバウンド（英語: post-glacial rebound）」といい、地球の質量を自転軸に近づけ、角運動量保存の法則に従って、地球をより速く自転させる。複数のモデルから導き出される変化率は約 -0.6 ms/day/cy である。従って、地球の回転の正味の加速（実際には減速）あるいは平均太陽日（LOD）の長さの変化は +1.7 ms/day/cy である。これは実際に過去27世紀にわたって観察された平均の変化率である。

### 地球時
地球時は、理論上の一様な時間尺度であり、それ以前の暦表時（ET）との連続性を提供するために定義される。ETは、1948年から1952年の期間に提案されその採択が合意された独立した時間変数である。その時点で可能な限り重力的に一様な時間尺度を形成することを目的とし、サイモン・ニューカムの太陽表（1895年）による定義に依存し、観察された不一致に対応するために新しい方法で解釈された。ニューカムの表は、1900年から1983年までの太陽による天文暦の全ての基礎を形成していた。それらは元々グリニッジ標準時と平均太陽日で表現され、出版された。後に、1960-1983年の間、1948-52年に採択されたETの案に従って、ETで表現された。ETは、（現代の結果に照らして）1720年から1890年の間の平均太陽日（中心は1820年）に近づいているように見える。それは、その期間がニューカムの表に基づいて観測が行われた期間だったからである。TTは理論上は厳密に一定である（SI秒に基づき、全ての秒は同じ長さである）が、実際には国際原子時（TAI）によって1014分の1の精度で実現されている。

## 地球の自転速度
地球の角度位置（具体的には架空の平均太陽に対する本初子午線の方向）として表される時間を得るためには、地球の自転速度を積分しなければならない。+1.7 ms/d/cy を積分し、結果の放物線を1820年を中心にすると（最初の近似まで）、ΔT として 31 × (year − 1820/100)2
 秒が得られる。皆既日食を用いた ΔT の平滑化した過去の測定値は、-500年（紀元前501年）では+17190秒、0年（紀元前1年）では+10580秒、500年では+5710秒、1000年では+1570秒、1500年では+200秒となる。望遠鏡が発明された後、月による星の掩蔽を観測することによって ΔT の測定が行われ、ΔT をより短い間隔で正確な値を求めることができるようになった。ΔT は、1680年から1866年の間に +11 ± 6秒 で平坦になるまで減少を続けた。1902年以前約30年間、それは負の値になり、-6.64秒に達した。その後は増加し、2000年には+63.83秒、2017年半ばには+70.25秒になった。将来的にはさらに速く（二次関数的に）増加し続ける。UTCとUT1のずれ（DUT1）を0.9秒間以内にするための調整を続ける限り、さらに多くの閏秒をUTCに追加する必要が出てくる（現在のUTCに使用されているSI秒は、現在の平均太陽時に基づく秒の値よりもやや短くなっていた）。物理的に、世界時における本初子午線は、過去と未来の両方で、地球時における本初子午線よりも東にずれていることになる。+17190秒、すなわち約4+3⁄4時間は東経71.625度に相当する。これは、-500年（紀元前501年）には、地球のより速い自転により、一様なTTを使用して計算された場所よりも71.625度東の地点で皆既日食が生じることを意味する。

## 1955年以前の値
1955年以前の全ての ΔT の値は、日食や掩蔽による月の観測値に依存する。月の潮汐効果によって誘発される地球での摩擦によって失われた角運動量は、月に伝達され、角運動量を増加させ、そのモーメントアーム（地球からの距離）が増加する（約 +3.8 cm/年）。これは、ケプラーの法則により、月が地球の周りをより遅い速度で公転する原因となる。引用された ΔT の値は、この効果による月の加速度（実際には負の加速度である減速）が dn/dt = −26″/(cy2) であると仮定する。ここで、n は月の平均公転角運動である。これは、2002年時点で dn/dt の最良推定値である −25.858″/cy2±0.003″/cy2 に近いので、現在の値に適用される不確実性および平滑化を考慮して ΔT を再計算する必要はない。今日では、UTは、銀河系の電波源によって形成された慣性基準系に対する地球の観測された方向であり、恒星時と太陽時の採用された比によって修正されている。いくつかの観測所による測定は、国際地球回転・基準系事業（IERS）によって調整されている。